# Nina Nymark Andersen
Nina Nymark Andersen (Bergen, 28 de setembro de 1972) é uma ex-futebolista norueguesa. 

## Carreira
Foi medalhista olímpica de bronze pela seleção de seu país em 1996.